# Straßenbahn Mailand
Die Straßenbahn Mailand ist eines der traditionsreichsten Nahverkehrsmittel Italiens mit einem einst sehr ausgedehnten Streckennetz. Das Straßenbahnnetz in der lombardischen Hauptstadt Mailand besteht heute aus 17 innerstädtischen Linien. Es hat eine Gesamtlänge von fast 116,6 Kilometern.

## Netz
(Stand: 1. Oktober 2022)
| Linie | Linienweg                                                              | Fahrzeugeinsatz                 |
| ----- | ---------------------------------------------------------------------- | ------------------------------- |
| 1     | Greco (Via Martiri Oscuri) ↔ Roserio                                   | Ventotto (1501–2002)            |
| 2     | Piazza Bausan ↔ Piazzale Negrelli                                      | 4601–4613, 4714–4733            |
| 3     | Duomo (Via Cantù) ↔ Gratosoglio                                        | Jumbotram (4900–4999)           |
| 4     | Piazza Castello ↔ Niguarda (Parco Nord) (Metrotranvia Nord)            | Sirio (7101–7148)               |
| 5     | Ortica (Via Milesi) ↔ Ospedale Niguarda                                | Ventotto (1501–2002)            |
| 7     | Piazzale Lagosta ↔ Precotto (Via Anassagora) (Metrotranvia di Bicocca) | Sirietto (7501–7535, 7601–7633) |
| 9     | Stazione Centrale (Piazza IV Novembre) ↔ Stazione Genova               | Sirietto (7501–7535, 7601–7633) |
| 10    | Viale Lunigiana ↔ Piazza XXIV Maggio                                   | Ventotto (1501–2002)            |
| 12    | Roserio ↔ Viale Molise                                                 | Jumbotram (4900–4999)           |
| 14    | Cimitero Maggiore ↔ Lorenteggio                                        | Sirietto (7501–7535, 7601–7633) |
| 15    | Duomo ↔ Rozzano (Via Guido Rossa) (Metrotranvia Sud)                   | Eurotram (7001–7026)            |
| 16    | Stadion San Siro (Piazzale Axum) ↔ Via Monte Velino                    | Jumbotram (4900–4999)           |
| 19    | Stazione Lambrate ↔ Piazza Castelli                                    | Ventotto (1501–2002)            |
| 24    | Piazza Fontana ↔ Vigentino (Via Selvanesco)                            | Sirietto (7501–7535, 7601–7633) |
| 27    | Piazza Fontana ↔ Viale Ungheria                                        | Jumbotram (4900–4999)           |
| 31    | Bicocca ↔ Cinisello (Via I Maggio) (Metrotranvia di Cinisello)         | Sirio (7101–7148)               |
| 33    | Piazzale Lagosta ↔ Lambrate                                            | Ventotto (1501–2002)            |

## Geschichte
Nach langjährigen Diskussionen wurden die erste Pferdebahnen 1881 eröffnet und von der Società Anonima degli Omnibus (SAO) betrieben.
Die erste elektrische Straßenbahn wurde am 1. November 1893 durch die Edison als Versuchsstrecke eröffnet. Weil diese erfolgreich war, wurde die SAO in die Edison eingegliedert und ihre Strecken schrittweise elektrifiziert.
1917 wurde der Straßenbahnbetrieb direkt von der Stadtverwaltung übernommen, die dafür das Ufficio Tramviario Municipale (Städtisches Straßenbahnamt) gründete.
Die Bahnen, die im Linksverkehr betrieben wurden, stellte man 1926 auf Rechtsverkehr um. Das große Straßenbahnnetz war auch der Grund, warum Mailand als letzte Stadt Italiens die Straßen auf Rechtsverkehr umstellte, während in der Provinz Mailand bereits früher rechts gefahren wurde. Es waren umfangreiche Umbauten und Anpassungen notwendig. Die Umstellung erfolgte am 3. August 1926. Am Abend fuhren alle Straßenbahnwagen ins Depot, um nach Mitternacht wieder auszufahren, diesmal rechts. Während der ganzen Nacht wurde geprüft, ob alles richtig funktioniert. Im Corriere della Sera finden sich ganze fünf Artikel zu diesem Großereignis.
1928 gingen die ersten Serienwagen der berühmten Baureihe 1500 in Betrieb, die das Stadtbild bis heute prägen.
1931 wurde das UTM in eine eigenständige Gesellschaft mit dem Namen Azienda Tranviaria Municipale (ATM) umgewandelt.
Im Zweiten Weltkrieg erlitt das Netz schwere Schäden, konnte aber bis Ende 1945 wieder vollständig in Betrieb genommen werden. Die in den Nachkriegsjahren etwas vernachlässigte Bahn bekam ab dem 1. November 1964 die Konkurrenz der neugebauten Mailänder U-Bahn zu spüren. Mittlerweile sind von den 40 Linien nach Ende des Krieges noch 17 übrig geblieben, gestrichene Liniensignale und rote Liniennummern gibt es keine mehr. 
Seit Oktober 2006 gibt es mit ATMosfera die Möglichkeit, in einem restaurierten und umgebauten Tramwagen zu speisen.

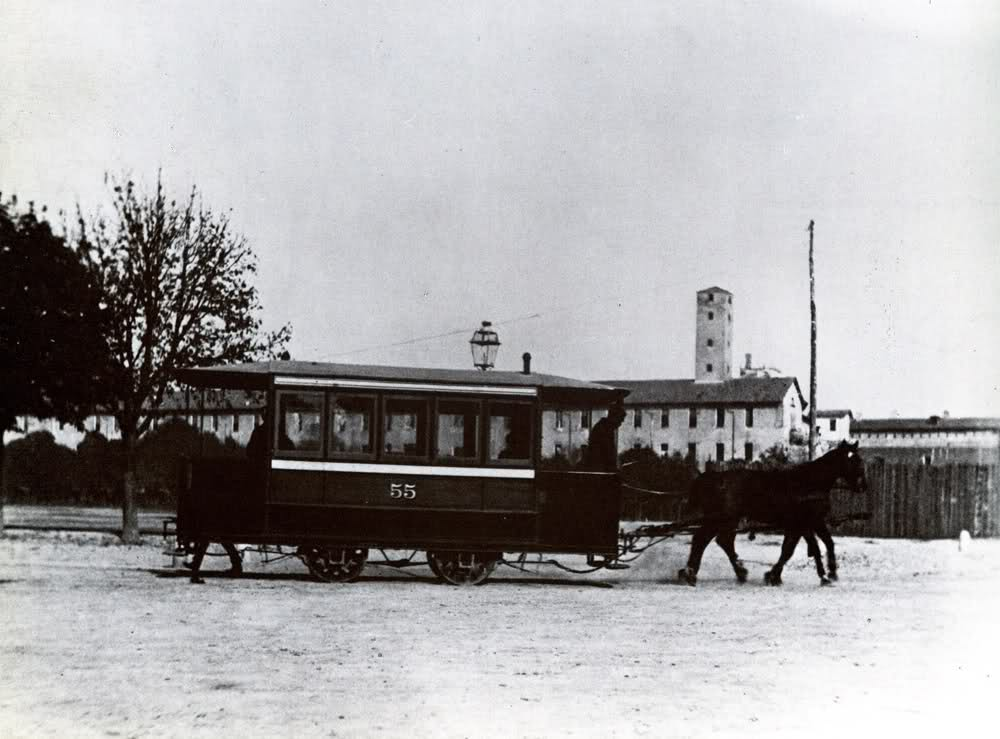
Pferdebahn, um 1885
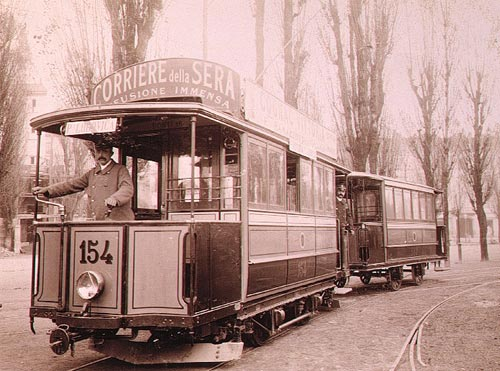
Elektrische Bahn, um 1895
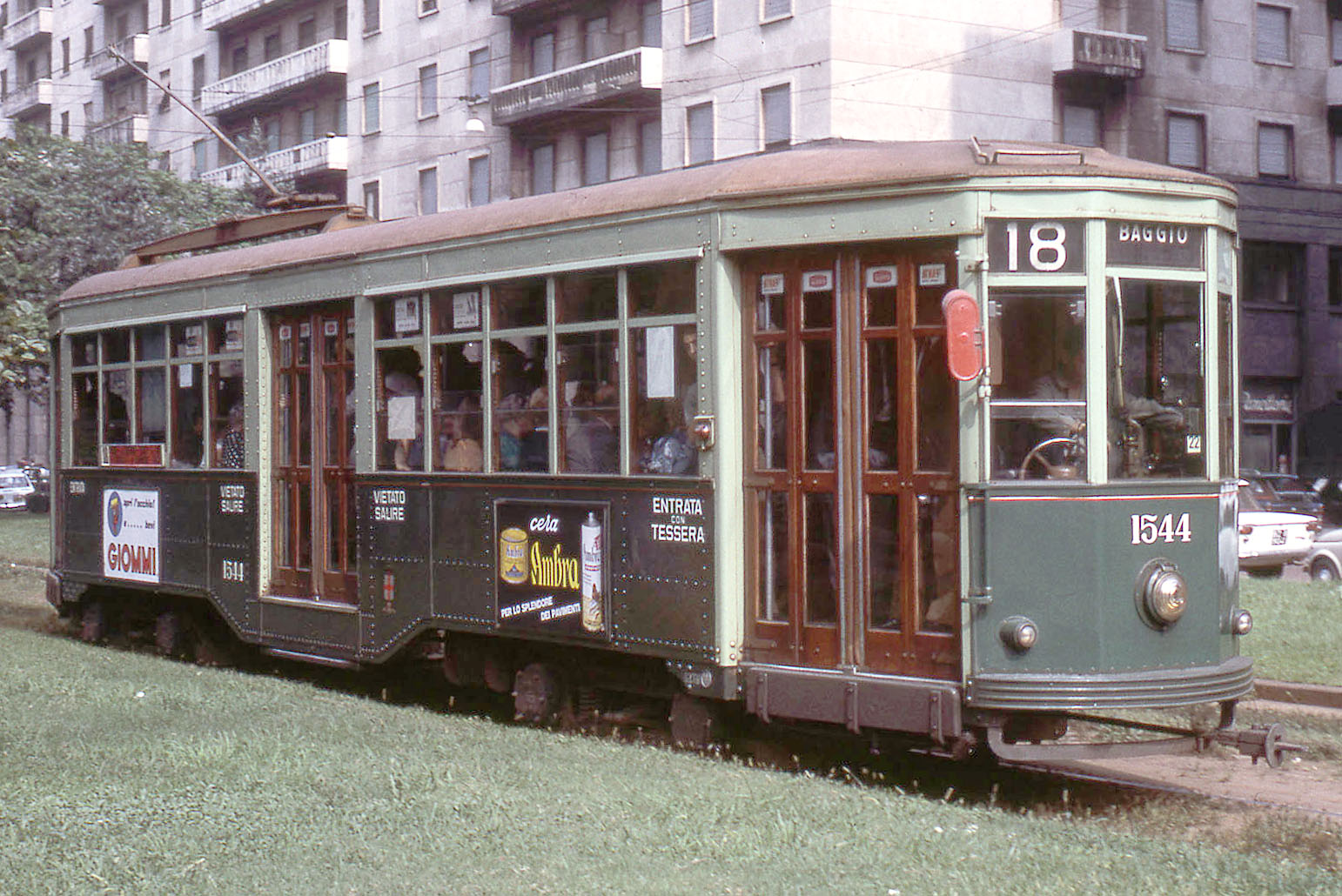
Wagen 1544 mit Rollenstromabnehmer, 1967
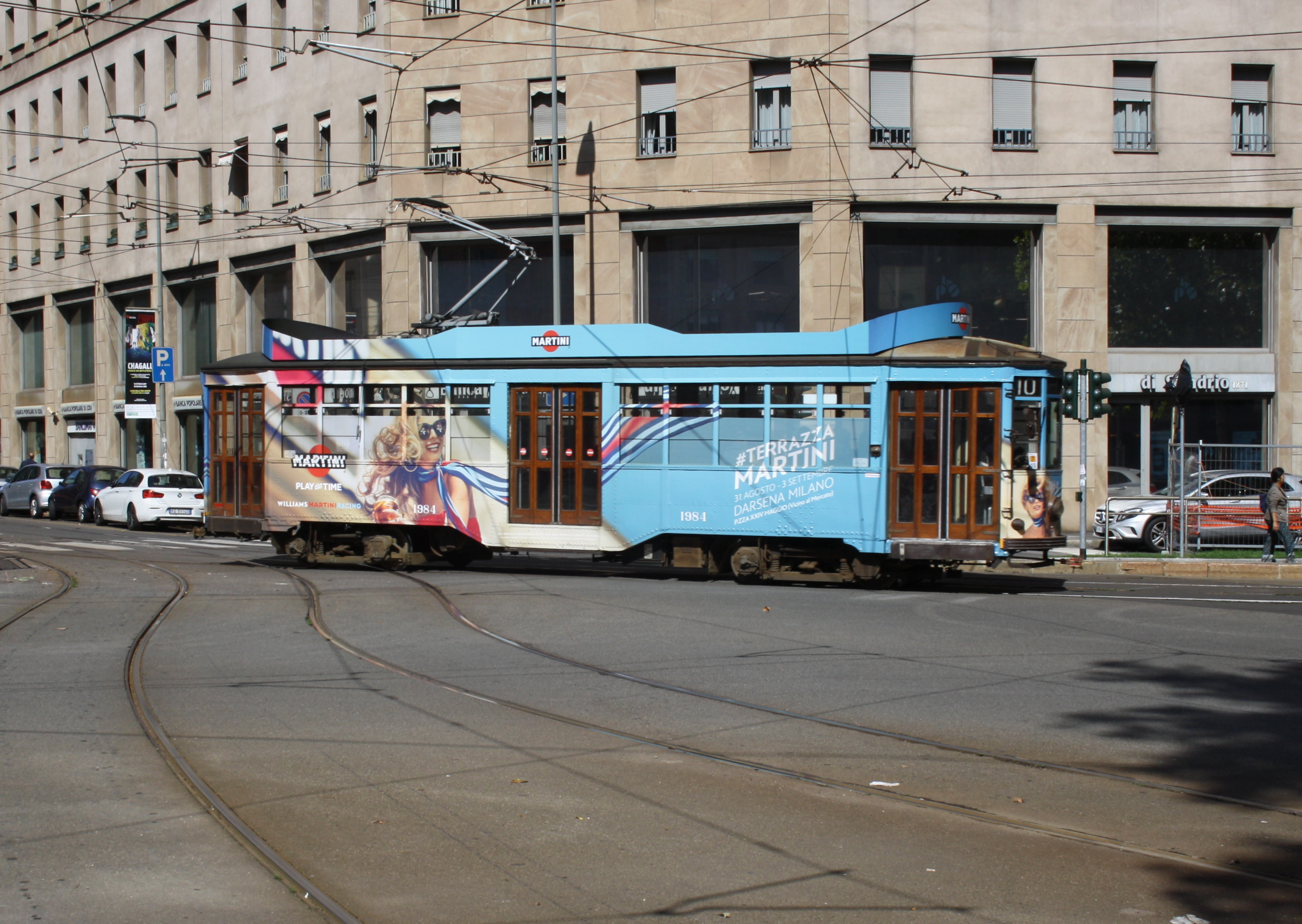
Peter-Witt-Wagen (Serie 1500) mit Vollwerbung

### Netzentwicklung

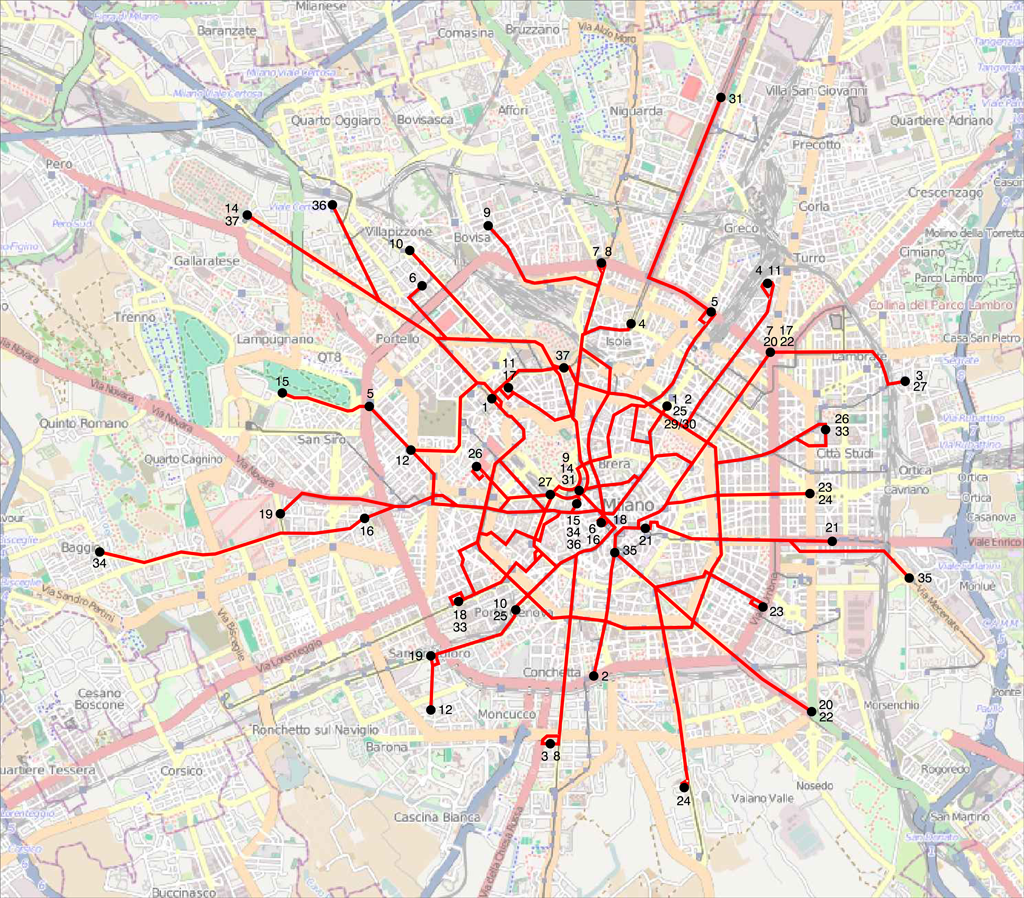
1929
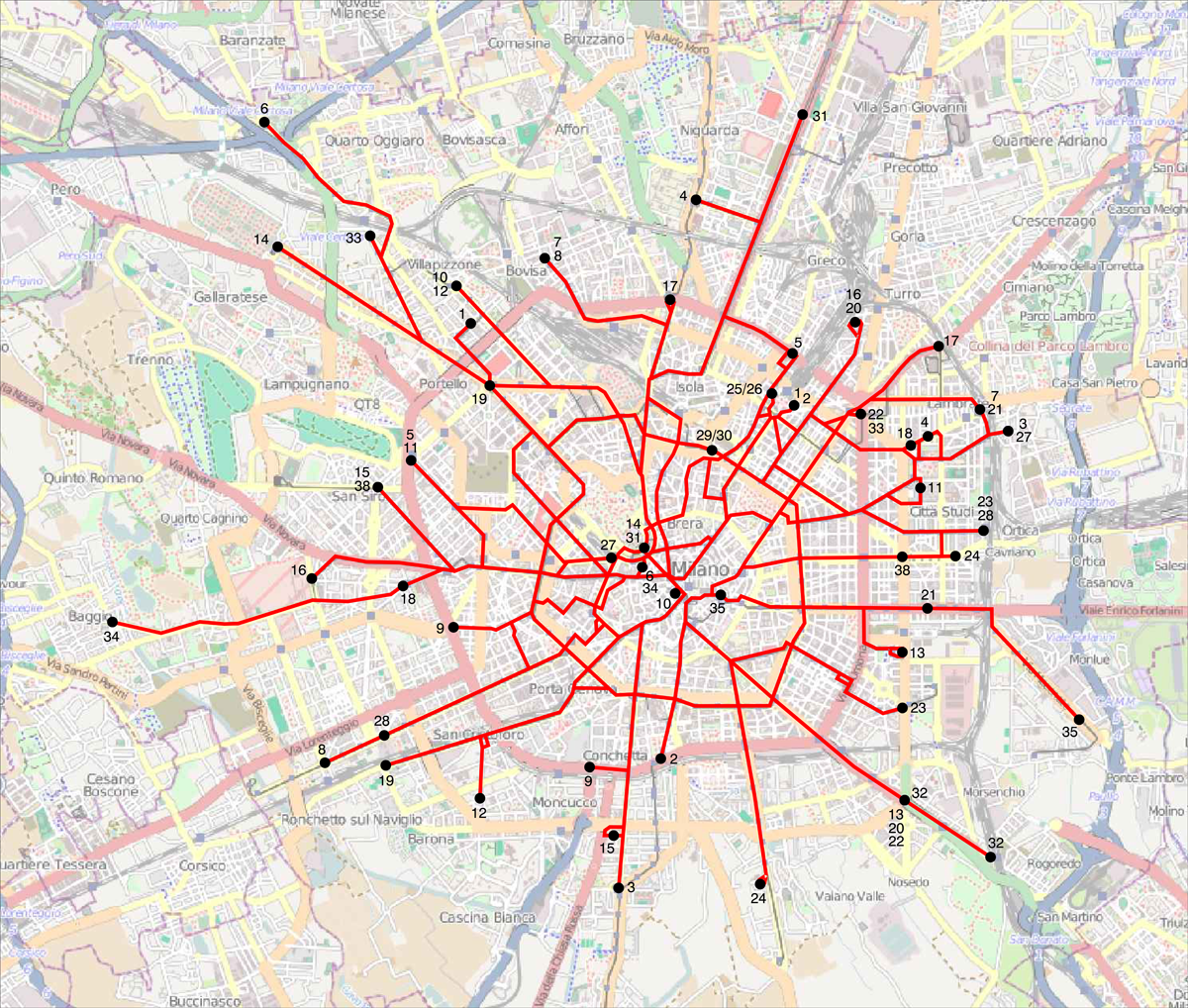
1948
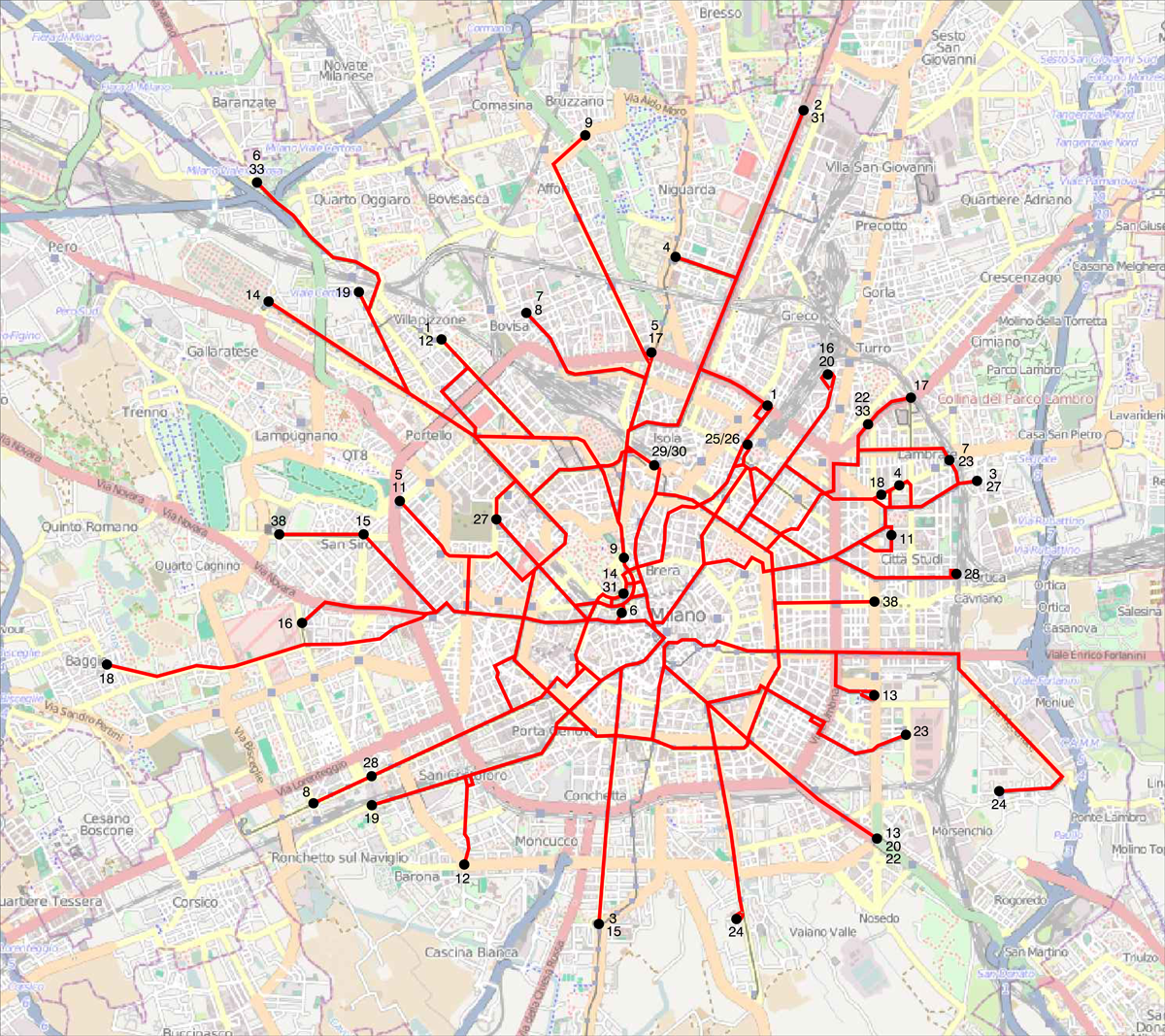
1964
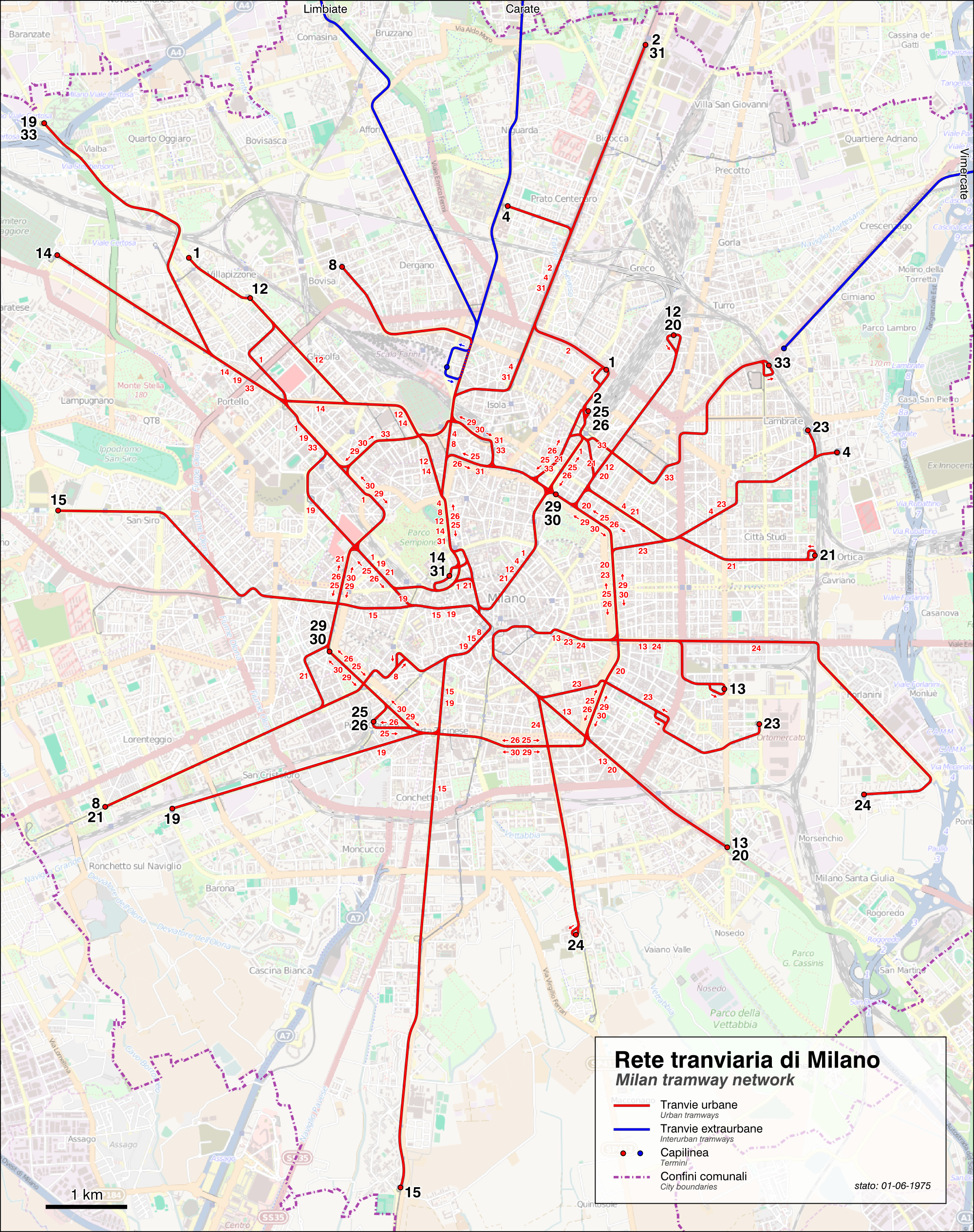
1975
2012

Durch Streckenverlängerungen an der Peripherie von Karte zu Karte verändert sich der Maßstab.

### Planungen
In den kommenden Jahren sind weitere neue Linien vorgesehen:
- Die Linie 27 soll von der Viale Ungheria durch das neue Viertel Santa Giulia zum Bahnhof Rogoredo verlängert werden.
- Die Linie 24 soll von Vigentino über die Stadtgrenze hinaus über Noverasco und Opera nach Locate di Triulzi verlängert werden.
- Mittelfristig sollen die Überlandstraßenbahn nach Limbiate und die ehemalige Linie nach Desio in moderne Schnellstraßenbahnen umgewandelt werden (mit teilweise zweigleisigem Ausbau).
- Langfristig soll die Bicocca-Linie (7) als Metrotranvia interperiferica Nord zwischen dem Piazzale Bausan über den S-Bahnhof Certosa zum U-Bahnhof Cascina Gobba fahren.
- Eine oder mehrere Linien sind zwischen Cascina Gobba, Sesto San Giovanni und Monza in Planung.

## Die Überlandstraßenbahnen

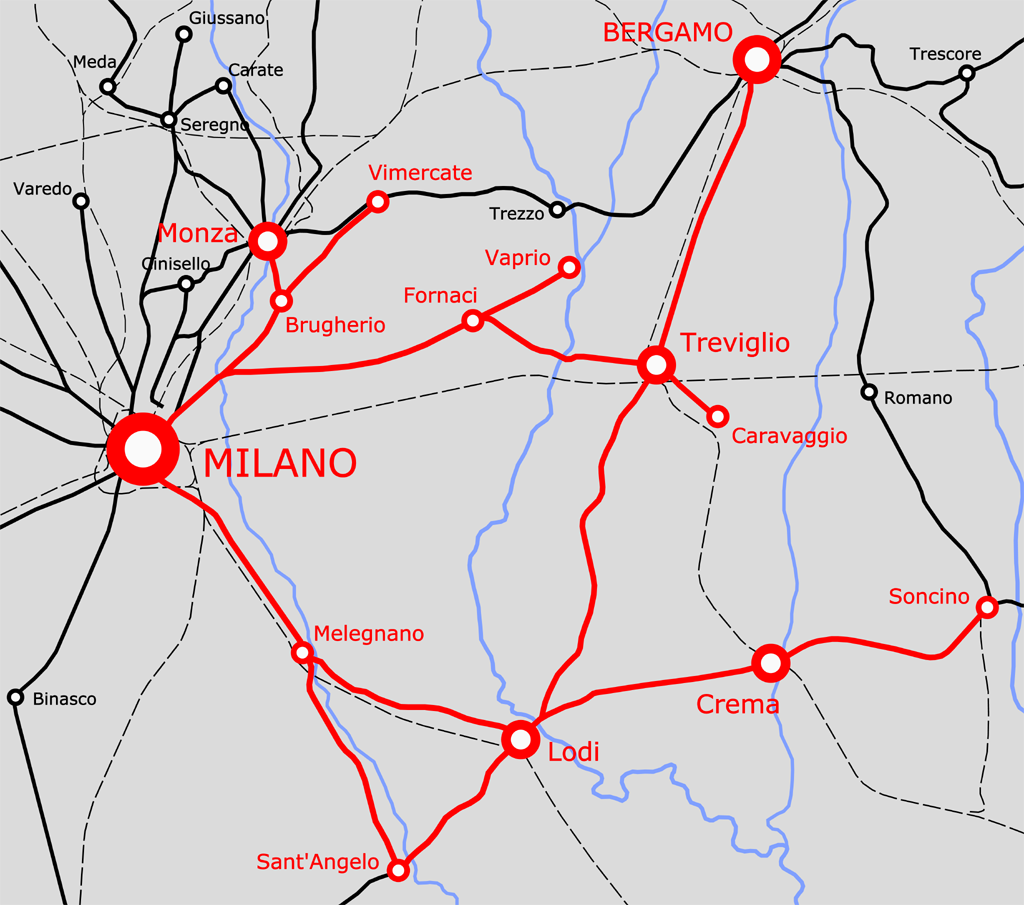
Das Netz der TIP um 1915

Neben dem innerstädtischen Straßenbahnnetz wuchs auch das Überlandnetz um Mailand herum. Die erste mit Pferden betriebene Überlandstraßenbahn wurde 1876 eröffnet zwischen Mailand und Monza durch die Società Anonima degli Omnibus.
Die erste Dampfstraßenbahn kam 1878 zwischen Mailand und Vaprio d’Adda und wurde von den Società Anonima del Tramway Milano-Gorgonzola-Vaprio betrieben. Später fusionierten die zahlreichen Gesellschaften in den Tranvie Interprovinciali Padane, eine der größten Straßenbahnbetreiber Europas.
1919 gründete die Edison, die bis 1917 das städtische Tramnetz betrieben hatte, die Società Trazione Elettrica Lombarda (STEL). Die STEL übernahm von der TIP die meistfrequentierten Strecken und elektrifizierte sie, die anderen wurden auf Omnibusverkehr umgestellt. Das Netz der STEL wurde am 1. Juli 1939 durch die städtische Azienda Tranviaria Municipale übernommen.
Nach dem Zweiten Weltkrieg wurde das Netz stetig verkleinert. Der Betrieb auf sämtlichen Überlandlinien wurde eingestellt, die letzte verbliebene Strecke nach Limbiate im Jahr 2022. Die Strecken nach Osten und Norden wurden von der U-Bahn-Linie 2 übernommen. Eingestellt wurden auch die Linien nach Monza.

## Betriebswerkstätten
Derzeit gibt es fünf Betriebshöfe:
- Deposito Baggio
- Deposito Leoncavallo
- Deposito Messina
- Deposito Precotto
- Deposito Ticinese

## Heutige Fahrzeuge
|  | Nummern   | Bezeichnung | Baujahre  | Hersteller                                          | Länge   | Breite | v/max   | Sitzplätze | Stehplätze | Anzahl                   |
|  | --------- | ----------- | --------- | --------------------------------------------------- | ------- | ------ | ------- | ---------- | ---------- | ------------------------ |
|  | 1501–2002 | Ventotto    | 1927–1930 | Carminati & Toselli, Breda, OM, Reggiane, OEFT, OML | 13,89 m | 2,35 m | 42 km/h | 29         | 101        | 502, noch 151 in Betrieb |
|  | 4601–4613 |             | 1955      | OMS, TIBB, Breda                                    | 19,58 m | 2,4 m  | 45 km/h | 36         | 140        | 13, noch 10 in Betrieb   |
|  | 4714–4733 |             | 1956–1960 | OMS, TIBB, Breda                                    | 19,58 m | 2,4 m  | 45 km/h | 36         | 140        | 20                       |
|  | 4900–4999 | Jumbotram   | 1976–1978 | GAI                                                 | 29,01 m | 2,38 m | 60 km/h | 59         | 207        | 100                      |
|  | 7001–7026 | Eurotram    | 1999–2000 | Adtranz                                             | 34,10 m | 2,47 m | 70 km/h | 68         | 194        | 26                       |
|  | 7101–7148 | Sirio       | 2002–2009 | AnsaldoBreda                                        | 35,35 m | 2,4 m  | 70 km/h | 71         | 214        | 48                       |
|  | 7501–7535 | Sirietto    | 2003–2009 | AnsaldoBreda                                        | 25,15 m | 2,4 m  | 70 km/h | 50         | 141        | 35                       |
|  | 7601–7633 | Sirietto    | 2008–2009 | AnsaldoBreda                                        | 25,15 m | 2,4 m  | 70 km/h | 50         | 141        | 33                       |
|  | 7201–     | Tramlink    | 2022–     | Stadler                                             | 25,4 m  | 2,4 m  | 60 km/h |            |            | 60                       |
|  |           | Tramlink    | 2025–     | Stadler                                             | 35 m    | 2,4 m  | 60 km/h |            |            | 14                       |

Elf nicht mehr benötigte Fahrzeuge der Peter-Witt-Bauart wurden 1998 nach San Francisco verkauft, wo sie auf der F Market & Wharves Linie im Einsatz sind. Weitere wurden etwa im Jahr 2005 vom US-Unternehmen Gomaco Trolley Company angekauft. Dieses restauriert die Fahrzeuge und verkauft sie als historische Straßenbahnwagen an US-Straßenbahnunternehmen weiter.
Zum Ersatz älterer Hochflurfahrzeuge sowie zur Ausweitung des Fahrtangebots wurden bei Stadler Rail im Jahr 2020 zunächst 30 Niederflurfahrzeuge vom Typ Tramlink mit Optionen auf insgesamt 80 Fahrzeuge bestellt, welche als 25 Meter lange Zweirichtungsfahrzeuge mit drei Modulen ausgelegt sind und sowohl im Stadtnetz als auch auf den Überlandstrecken eingesetzt werden sollen. Im Juni 2023 wurde ein zusätzlicher Rahmenvertrag für bis zu 50 weitere Fahrzeuge vereinbart, von denen 25 Fahrzeuge abweichend von den restlichen Fahrzeugen 35 Meter lang sein und über fünf Module verfügen sollen. Im Rahmen der Vereinbarung wurden 14 lange Fahrzeuge (35 Meter Länge) bestellt, zusätzlich wurden 30 weiteren Fahrzeuge aus der ersten Option abgerufen. Am 1. Dezember 2022 wurde das erste Fahrzeug aus der ersten Bestellung geliefert und ab Mai 2023 fanden zunächst Testfahrten statt, woraufhin erst im Februar 2025 die ersten Fahrzeuge den Regelbetrieb aufnahmen.

## Ehemalige Fahrzeuge
| Nummern   | Bezeichnung | Baujahre  | Hersteller                         | Länge   | Breite | v/max   | Sitzplätze | Stehplätze | Anzahl |
| --------- | ----------- | --------- | ---------------------------------- | ------- | ------ | ------- | ---------- | ---------- | ------ |
| ATM 85–92 |             | 1928      | Reggiane                           | 13,56 m |        | 60 km/h | 36         | 50         | 8      |
| 4800–4844 |             | 1973–1977 | ATM Milano, Officine di Cittadella | 27,89 m | 2,4 m  | 45 km/h | 49         | 231        | 45     |

## Trivia
Die Mailänder Straßenbahn kommt auch in einem Walt Disney Comic vor. Das Comic wurde in insgesamt 13 Ländern veröffentlicht.